# Alkylgroep
Een alkylgroep is een functionele groep afgeleid van alkanen. Dergelijke groepen bevatten enkel koolstof- en waterstofatomen en zijn van de vorm CnH2n+1. Wanneer men over de functionele groep op zich spreekt, kan men ze voorstellen als radicalen, door verwijdering van een waterstofatoom van een willekeurig koolstofatoom. Voorbeelden zijn methyl CH3. (afgeleid van methaan) en butyl C4H9. (afgeleid van butaan).
Vooral bij de kleinere en eenvoudig vertakte alkylgroepen wordt nog vaak gebruikgemaakt van triviale voorvoegsels:
- normaal voor een onvertakte alkylgroep;
- iso voor een alkylgroep met 1 vertakking op het op een na laatste koolstofatoom;
- secundair wanneer het eerste koolstofatoom gebonden is aan 2 andere koolstofatomen;
- tertiair wanneer het eerste koolstofatoom gebonden is aan 3 andere koolstofatomen;
- neo voor alkylgroepen met twee methylgroepen op hun tweede koolstofatoom;

Doorgaans worden de voorvoegsels afgekort tot hun eerste letter: n (betekent altijd 'normaal'), i, s en t.  Neo wordt niet afgekort. In gevallen waarbij de genoemde aanduidingen niet opgaan of tot verwarring zouden leiden, wordt uitsluitend gebruikgemaakt van de systematische namen.
Naamgeving:
| Aantal koolstofatomen | Prefix | Systematische Naam | Triviale naam    |
| --------------------- | ------ | ------------------ | ---------------- |
| 1                     | Meth   | Methyl             |                  |
| 2                     | Eth    | Ethyl              |                  |
| 3                     | Prop   | Propyl             | n-propyl         |
| 3                     | Prop   | 1-methylethyl      | iso-propyl       |
| 4                     | But    | Butyl              | n-butyl          |
| 4                     | But    | 1-methylpropyl     | s-butyl          |
| 4                     | But    | 2-methylpropyl     | i-butyl          |
| 4                     | But    | 1,1-dimethylethyl  | t-butyl          |
| 5                     | Pent   | Pentyl             | n-pentyl; n-amyl |
| 5                     | Pent   | 1-methylbutyl      |                  |
| 5                     | Pent   | 2-methylbutyl      |                  |
| 5                     | Pent   | 3-methylbutyl      | i-pentyl; i-amyl |
| 5                     | Pent   | 1,1-dimethylpropyl | t-pentyl; t-amyl |
| 5                     | Pent   | 1,2-dimethylpropyl |                  |
| 5                     | Pent   | 2,2-dimethylpropyl | Neo-pentyl       |
| 6                     | Hex    | Hexyl              |                  |
| 7                     | Hept   | Heptyl             |                  |
| 8                     | Oct    | Octyl              |                  |
| 9                     | Non    | Nonyl              |                  |
| 10                    | Dec    | Decyl              |                  |
| 11                    | Undec  | Undecyl            |                  |
| 12                    | Dodec  | Dodecyl            |                  |

## Types

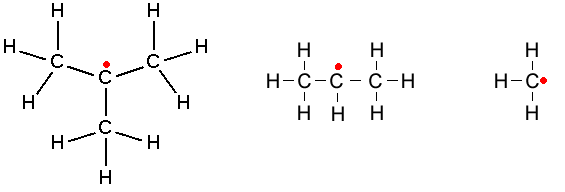
Een tertiaire, secundaire en primaire alkylgroep, respectievelijk: tertiair butyl, iso-propyl en methyl

- Als de waterstof van een eind-koolstofatoom werd verwijderd betreft het een n-alkylgroep;

- een primaire alkylgroep is van de vorm CH3., de waterstof werd verwijderd van een koolstofatoom waaraan 3 waterstoffen (of 4 in het geval van methaan) gebonden waren;
- een secundaire alkylgroep is van de vorm R2-CH., de waterstof werd verwijderd van een koolstofatoom waaraan 2 waterstoffen gebonden waren;
- een tertiaire alkylgroep is van de vorm R3-C., de waterstof werd verwijderd van een koolstofatoom waaraan slechts één waterstof gebonden was.

## Chemische eigenschappen
Alkylgroepen in moleculen zijn niet reactief. Ze kunnen enkel gefunctionaliseerd worden met behulp van radicalen.